# ویارخو-پریستبان
ویارخو-پریستبان (به اسپانیایی: Villarejo-Periesteban) یک دهستان در اسپانیا است که در استان کوئنکا واقع شده‌است. ویارخو-پریستبان ۳۳ کیلومتر مربع مساحت و ۵۱۰ نفر جمعیت دارد.